# 龙桥 (岘港市)
龙桥（越南语：／）是越南岘港市跨越瀚江的一座多跨式拱桥。
龙桥施工开始于2009年7月19日（和附近的顺福大桥竣工通车日为同一天），时任越南总理的阮晉勇出席了動工儀式。
龙桥全长666米，宽37.5米，为六车道公路，耗资共1.5万亿越南盾，2013年3月29日竣工通车，2014年获国际桥梁大会颁发的尤金·菲戈奖。